# Cécile Nissen
Cécile Nissen est une athlète française, née à Albi le 21 mars 1972, adepte de la course d'ultrafond et championne de France des 24 heures en 2010. Elle est également vice-championne d'Europe des 24 heures en 2013 et deux fois championne d'Europe des 24 heures par équipe en 2012 et 2013.

## Biographie
Cécile Nissen est championne de France à l'occasion des 24 heures de Roche-la-Molière en 2010. Elle est également vice-championne d'Europe des 24 heures à Steembergen en 2013 et deux fois championne d'Europe des 24 heures par équipe en 2012 et 2013,,.

## Records personnels
Statistiques de Cécile Nissen d'après la Fédération française d'athlétisme (FFA) et la Deutsche Ultramarathon-Vereinigung (DUV) :
- 800 m : 2 min 56 s 88 en 2005
- 1 000 m : 3 min 49 s 19 en 2012
- 3 000 m : 12 min 13 s 69 en 2017
- 5 000 m : 21 min 29 s 40 en 2017
- 10 000 m : 44 min 36 s 73 en 2012
- 10 km route : 44 min 10 s  en 2005
- Semi-marathon : 1 h 41 min 43 s  en 2011
- Marathon : 3 h 38 min 46 s au marathon d'Albi en 2000[7]
- 50 km route : 4 h 25 min 30 s aux 50 km du Spiridon Catalan en 2014
- 100 km route : 9 h 10 min 42 s aux 100 km de Vendée en 2014
- 6 heures route : 64,038 km aux 6 h de Villenave-d'Ornon en 2016
- 12 heures route : 122,649 km aux 24 h de Van Steenbergen en 2013
- 24 heures route : 234,524 km aux championnats du monde IAU des 24 h de Katowice en 2012[8]